# Manuel Cardoni
Manuel Cardoni (Rumelange, 22 settembre 1972) è un allenatore di calcio ed ex calciatore lussemburghese, di ruolo centrocampista, tecnico del Lussemburgo U-19 e del Lussemburgo U-21.
È figlio di Furio Cardoni, ex calciatore. È anche uno degli ambasciatori delle Special Olympics.

## Carriera

### Giocatore

#### Club
Instancabile regista, iniziò la carriera nel Rumelange. Nel 1992, venne acquistato dal Jeunesse Esch, in cui collezionò 96 presenze in 4 anni e due titoli nazionali.
Nel 1996, passò al Bayer Leverkusen, diventando il terzo lussemburghese (dopo Nico Braun e Robby Langers) a giocare in Bundesliga. Tuttavia, marcò solo una presenza di pochi minuti (contro il Bayern Monaco) in due stagioni. Nel 1998, fece ritorno al Jeunesse Esch, vincendo altri due campionati e due coppe nazionali. Qui concluse la sua carriera da calciatore nel 2006.
Vinse quattro volte il titolo di Calciatore lussemburghese dell'anno, sempre con lo Jeunesse Esch.

#### Nazionale
Cardoni debuttò con la nazionale lussemburghese il 20 maggio 1993 in un match contro l'Islanda, valido per le qualificazioni al Campionato mondiale del 1994. In undici anni, ha collezionato 68 presenze e 5 gol.

### Allenatore
Una volta conclusa la carriera da calciatore, fu assunto come allenatore dalla sua prima squadra, il Rumelange, diventando nel 2008 il vice dell'attuale coach, Mark Thomé.

## Palmarès

### Club
- Campionato lussemburghese: 4

Jeunesse Esch: 1994-1995, 1995-1996, 1998-1999, 2003-2004
- Coppa di Lussemburgo: 2

Jeunesse Esch: 1999, 2000

### Individuali
- Calciatore lussemburghese dell'anno: 4

1995, 1996, 1999, 2000